# Andrea Čunderlíková
Andrea Čunderlíková (* 6. května 1952 Praha) je česká herečka, manželka rockového hudebníka Ladislava Kleina (bývalý člen skupiny Olympic), matka tenistky Sandry Kleinové. Z televize je známá především její role zdravotní sestry Iny z televizního seriálu Nemocnice na kraji města, v 80. letech působila v naivisticko-recesistickém Prozatímním divadle Františka Ringo Čecha.

## Divadelní role, výběr
- 1988 F. R. Čech: Pravda o zkáze Titaniku, Tena Chobodydesová, Činoherní studio Ústí nad Labem, režie Zdeněk Podskalský

## Televize
- 1977 - Nemocnice na kraji města - Ina
- 1989 - Případ pro zvláštní skupinu
- 2003 - Nemocnice na kraji města po 20 letech - Ina